# The Greatest Showman
The Greatest Showman is een Amerikaanse musicalfilm uit 2017, geregisseerd door Michael Gracey en geschreven door Jenny Bicks en Bill Condon. De muziek voor de film is geschreven door John Debney en Joseph Trapanese met de liedteksten van het schrijversduo Pasek & Paul, die een Academy Award wonnen voor het nummer City of Stars uit La La Land.
De film is gebaseerd op het leven van Phineas Taylor Barnum, die in de film wordt vertolkt door Hugh Jackman.

## Verhaal
Toen P.T. Barnum nog jong was, ging hij met zijn vader Philo, een kleermaker, naar hun vaste klant: de familie Hallett in New York. Hij wordt verliefd op hun dochter Charity. Na een paar jaar komt haar vader erachter dat er iets tussen Charity en de kleermakersjongen bloeit en besluit haar naar een meisjesschool te sturen. Ondanks de afstand houden ze contact via brieven (A Million Dreams), maar ze zien elkaar pas weer als ze volwassen zijn (A Million Dreams reprise). Charity en Barnum trouwen uiteindelijk en krijgen twee kinderen: Caroline en Helen. Charity is gelukkig met hun leven maar Barnum wil meer.
Wanneer Barnum wordt ontslagen, besluit hij een eigen bedrijf te beginnen. Hij leent geld bij de bank en koopt van de lening "Barnum’s Curiositeitenmuseum". Hij maakt wassen beelden en creëert zo een tentoonstelling die iedereen kan bezoeken. Helaas loopt de kaartenverkoop niet zo goed en moet hij sluiten. Zijn kinderen geven hem advies om iets levendigers tentoon te stellen. Door deze raad van zijn dochters besluit hij op zoek te gaan naar freaks (Come Alive). Dit zijn mensen die niet geaccepteerd worden door de maatschappij door hun uiterlijk. Hij maakt een show die erg populair is onder normale burgers. Maar dat is hem nog niet genoeg. Hij wil ook populair worden bij de hogere klasse. Dan hoort hij van een goede toneelschrijver, Phillip Carlyle. Hij slaagt erin om hem te overtuigen dat zijn circus heel groot zal worden en er dus veel geld aan te verdienen valt. Na een tijdje stemt Phillip ermee in om samen te werken (The Other Side). Phillip wordt verliefd op Anne Wheeler, een Latijns-Amerikaanse trapeze-artieste, maar hij slaagt er niet in om zijn gevoelens te verbergen. Hij vertelt Anne hoe hij zich voelt, maar dat pakt niet zo uit als hij had gehoopt. Anne vindt dat hij niet zo dom moet doen. Zij is een freak, en dat betekent dat ze nooit een normaal leven zullen leiden (Rewrite the Stars).
Tijdens hun reis naar koningin Victoria ontmoet Barnum Jenny Lind, een beroemde Zweedse operazangeres. Barnum weet haar ervan te overtuigen om op te treden in Amerika met hem als manager. Jenny haar eerste optreden is een succes (Never Enough). De hogere klasse is helemaal in de wolken van haar stem en hierdoor ook onder de indruk van Barnum. Er ontstaat een afstand tussen Barnum en zijn voormalige groep artiesten. Hij ontwijkt hen en de artiesten voelen zich buitengesloten. De artiesten worden ondertussen geïntimideerd door een groepje lokale burgers. Na de afwijzing van Barnum besluiten ze zich tegen hen te verzetten (This is me).
Charity en haar dochters blijven thuis (Tightrope) wanneer Barnum met Jenny besluiten om op een Amerikaanse tournee te gaan. Terwijl Barnum op tournee is, begint Jenny verliefd te worden op Barnum, maar wanneer hij erachter komt en weigert om verder te gaan, zegt ze de tournee af en kust hem aan het einde van haar laatste show. (Never Enough reprise). Barnum keert terug naar huis en vindt zijn circus in vlammen, veroorzaakt door een brandende olielamp die door een van de demonstranten kapot werd gegooid tijdens een gevecht tussen hen en de groep artiesten. Phillip, die Anne in de brand had proberen te redden, niet wetende dat ze al was ontsnapt, wordt gered in de chaos door Barnum maar is ernstig verwond. Alles is opgegaan in as.
Charity heeft de kus van Jenny en Barnum in de krant gezien, door woede besluit Charity samen met Caroline en Helen terug naar haar ouders te gaan. Depressief begint Barnum te drinken in een kroeg. De groep artiesten onder leiding vindt hem daar en overtuigt hem om het circus te herbouwen. Barnum heeft een openbaring die hem doet beseffen dat het circus niet alleen een attractie was om geld te verdienen maar ook een huis en familie was voor de artiesten, een huis dat ze eerst nooit hadden (From now on). Ondertussen wordt Phillip wakker in het ziekenhuis met Anne aan zijn zijde en Anne begint heel zachtjes Rewrite the stars te zingen, dan wordt hij wakker en ze kussen.
Barnum vertrekt halsoverkop en gaat naar Charity om zijn spijt te betuigen. Na een gesprek accepteert Charity zijn excuses en besluiten ze hun relatie weer te herstellen. Als de hele groep bijeen is, spreken ze af het circus weer te herbouwen. Omdat het herbouwen op de huidige plek te duur zou zijn, richt Barnum een openluchttentcircus op bij de kade. Dit vernieuwde circus is een groot succes. Na de eerste show (The Greatest Show reprise) geeft Barnum de volledige controle aan Phillip zodat hij de tijd die hij gemist heeft met zijn familie kan inhalen.

## Rolverdeling
| Acteur                | Personage                        |
| --------------------- | -------------------------------- |
| Hugh Jackman          | P.T. Barnum                      |
| Michelle Williams     | Charity Barnum Hallett           |
| Zac Efron             | Phillip Carlyle                  |
| Zendaya               | Anne Wheeler                     |
| Rebecca Ferguson      | Jenny Lind                       |
| Austyn Johnson        | Caroline Barnum                  |
| Cameron Seely         | Helen Barnum                     |
| Keala Settle          | Lettie Lutz                      |
| Sam Humphrey          | Tom Thumb                        |
| Yahya Abdul-Mateen II | W.D. Wheeler                     |
| Eric Anderson         | O'Malley                         |
| Paul Sparks           | James Gordon Bennett             |
| Damian Young          | Mr. Winthrop                     |
| Tina Benko            | Mrs. Winthrop                    |
| Will Swenson          | Philo Barnum                     |
| Frederic Lehne        | Benjamin Hallet, Charity's vader |
| Kathyrn Meisle        | Hannah Hallet, Charity's moeder  |
| Gayle Rankin          | Queen Victoria                   |

## Productie

### Ontwikkeling
In augustus 2009 kondigde 20th Century Fox de ontwikkeling van de film aan, met in de hoofdrol Hugh Jackman. In de daaropvolgende ontwikkelingsperiode werd Michael Gracey aangesteld als regisseur en werkte Jenny Bicks aan het scenario. Eind oktober 2013 maakte Fox bekend dat Bill Condon het script van Bicks zal herschrijven.
In de zomer van 2016 werden Zac Efron, Zendaya, Rebecca Ferguson en Michelle Williams aan de cast toegevoegd.

### Productie
De opnames gingen op 22 november 2016 van start in New York. De film ging in première op 8 december 2017 aan boord van de Queen Mary 2 toen deze aangemeerd lag in de haven van New York.

### Promotie
Op 17 december 2017 werd op de Amerikaanse televisiezender Fox tijdens een reclameblok een live-promofilmpje uitgezonden. In het filmpje brachten hoofdrolspelers Hugh Jackman, Zac Efron, Zendaya en Keala Settle, aangevuld met 150 dansers, het nummer 'Come alive', live vanaf de Warner Bros backlot. Volgens Michelle Marks, de Senior VP Marketing van 20th Century Fox was dit de eerste keer dat een commercial voor een film live werd uitgezonden.

## Muziek
De nummers en de soundtrack van de film werden gecomponeerd door John Debney en Joseph Trapanese, met liedjesteksten van het duo Pasek & Paul, die ook de liedteksten voor La La Land schreven.
Het soundtrackalbum werd op 8 december 2017 in Amerika uitgebracht door Atlantic Records.
The Greatest Showman: Original Motion Picture Soundtrack
| Nr.            | Titel               | Artiest                                                          | Duur |
| -------------- | ------------------- | ---------------------------------------------------------------- | ---- |
| 1.             | "The Greatest Show" | Hugh Jackman, Keala Settle, Zac Efron, Zendaya en ensemble       | 5:02 |
| 2.             | "A Million Dreams"  | Ziv Zaifman, Hugh Jackman en Michelle Williams                   | 4:29 |
| 3.             | "Come Alive"        | Hugh Jackman, Keala Settle, Daniel Everidge, Zendaya en ensemble | 3:45 |
| 4.             | "The Other Side"    | Hugh Jackman en Zac Efron                                        | 3:34 |
| 5.             | "Never Enough"      | Loren Allred                                                     | 3:27 |
| 6.             | "This is Me"        | Keala Settle en ensemble                                         | 3:54 |
| 7.             | "Rewrite the Stars" | Zac Efron en Zendaya                                             | 3:37 |
| 8.             | "Tightrope"         | Michelle Williams                                                | 3:54 |
| 9.             | "From Now On"       | Hugh Jackman en ensemble                                         | 5:49 |
| Totale lengte: |                     |                                                                  |      |

### Hitnoteringen
| Album met eventuele hitnotering(en) in de Nederlandse Album Top 100 | Datum van verschijnen | Datum van binnenkomst | Hoogste positie | Aantal weken | Opmerkingen |
| ------------------------------------------------------------------- | --------------------- | --------------------- | --------------- | ------------ | ----------- |
| The Greatest Showman                                                | 2017                  | 06-01-2018            | 5               | 166          | soundtrack  |

| Album met hitnotering(en) in de Vlaamse Ultratop 200 albums | Datum van verschijnen | Datum van binnenkomst | Hoogste positie | Aantal weken | Opmerkingen |
| ----------------------------------------------------------- | --------------------- | --------------------- | --------------- | ------------ | ----------- |
| The Greatest Showman                                        | 2017                  | 06-01-2018            | 4               | 398*         | soundtrack  |

## Ontvangst

### Critici
De film werd bij de recensenten gemengd ontvangen. Op Rotten Tomatoes behaalt de film een Rotten rating van 57%, gebaseerd op 265 recensies met een gemiddelde van 6/10. Metacritic komt op een score van 48/100, gebaseerd op 43 recensies.
Artistiek leider Rhoda Roberts van het Sydney Opera House bekritiseerde de film, omdat deze onvermeld liet dat Barnum inheemse mensen dwong of zelfs ontvoerde om op te treden in etnologische tentoonstellingen voor het vermaak van Amerikanen en Europeanen. Roberts ontwikkelde als reactie de cabaretshow Natives Go Wild om dit verhaal alsnog te vertellen.

### Publieksreactie
Op CinemaScore, die zijn rating baseert op enquêtes die de site afneemt aan bioscopen en zo garandeert dat de bevraagden de film daadwerkelijk gezien hebben, behaalt de film een A-rating. Op de PostTrack van Comscore behaalt de film een 4.5/5.

### Kassaopbrengsten
De film ging in eigen land op 22 december 2017 in 3006 bioscopen in première. De film bracht daar in het eerste weekend ca. 8,8 miljoen dollar op.